# Углєвик (громада)
Углєвик (босн. Ugljevik, серб. Општина Угљевик) — боснійська громада, розташована в регіоні Бієліна Республіки Сербської. Адміністративним центром є місто Углєвик.